# Coelinidea coma
Coelinidea coma är en stekelart som beskrevs av Riegel 1982. Coelinidea coma ingår i släktet Coelinidea och familjen bracksteklar. Inga underarter finns listade i Catalogue of Life.